# The Return of the Darkness and Evil
The Return of the Darkness and Evil (с англ. — «Возвращение тьмы и зла») — второй альбом шведской блэк/викинг-метал-группы Bathory. Стилистически относится к так называемой «первой волне блэк-метала», когда этот жанр ещё окончательно не отделился от трэш-метала и NWOBHM.

## Название
Несмотря на то, что полное название альбома (как и одноимённой композиции) — «The Return of the Darkness and Evil», на обложке указано лишь «The Return……», поэтому релиз стал также известен и под этим сокращённым названием. Как объяснил Куортон, изначально такой ход был задуман не только для The Return……, но и для последующих альбомов: слушатель должен был увидеть на обложке только намёк на название, а полный заголовок можно было узнать, лишь полностью прослушав диск.

## Список композиций
Слова и музыка всех песен — Куортон.
| №  | Название                     | Длительность |
| -- | ---------------------------- | ------------ |
| 1. | «Revelation of Doom (Intro)» | 3:27         |
| 2. | «Total Destruction»          | 3:50         |
| 3. | «Born for Burning»           | 5:13         |
| 4. | «The Wind of Mayhem»         | 3:13         |
| 5. | «Bestial Lust (Bitch)»       | 2:41         |

| №                   | Название                              | Длительность |
| ------------------- | ------------------------------------- | ------------ |
| 6.                  | «Possessed»                           | 2:42         |
| 7.                  | «The Rite of Darkness»                | 2:05         |
| 8.                  | «Reap of Evil»                        | 3:28         |
| 9.                  | «Son of the Damned»                   | 2:48         |
| 10.                 | «Sadist (Tormentor)»                  | 3:00         |
| 11.                 | «The Return of the Darkness and Evil» | 3:49         |
| 12.                 | «Outro»                               | 0:25         |
| Общая длительность: | Общая длительность:                   | 36:41        |

## Участники
- Куортон — вокал, гитара, бас (эпизодически)
- Андреас Йоханссон — бас
- Стефан Ларссон — ударные

## Влияние
The Return…… оказал большое влияние на становление скандинавского блэк-метала (так называемого «истинного» блэк-метала второй волны).
В частности, о влиянии данного альбома на своё творчество заявил лидер Darkthrone Гюльве Нагель Фенриз:

…для Under a Funeral Moon мы принесли Bathory’вский Blood Fire Death и первый альбом Black Sabbath для того, чтобы звукоинженер понимал, как бы мы хотели звучать. В этот раз мы должны были принести Bathory’вский The Return…. Вот, что мне нравится, это — сущность блэк-метала, если хочешь знать. <…> Для меня блэк-метал — не какая-то показуха или что-нибудь вроде этого. Ничего похожего. Это как тьма и ностальгия… К примеру, по Bathory’вскому The Return……. [стиль]— http://www.blackalchemy.org/DarkThrone_Int10.html